# Bob Scanlon
Bob Scanlon, né Benjamin Lewis le 7 février 1886 à Mobile dans l'Alabama et mort dans la même ville le 11 février 1958, est un boxeur américain. Vedette des rings parisiens avant la guerre, il reste à Paris après l’armistice et devient le principal partenaire d'entraînement de Battling Siki.

## Biographie
Après avoir vécu au Mexique et au Canada, Bob Scanlon commence la boxe en Angleterre en 1904. Il combat pour la première fois à Paris en 1907 contre Gunner Hart. Au début des années 1910, il est une vedette des rings parisiens. Connu pour avoir envoyé au tapis Harry Lewis, vainqueur de Blynk Mac Clowskey, il est reconnu comme un redoutable cogneur. Tête d'affiche du Premierland, il bat K.O. Victor Marchand puis Louis Verger par knockout,. Épouvantail des principaux boxeurs français, il est battu par Ercole Balzac en mai 1914 sur disqualification.
Lors de la Première Guerre mondiale, il s'engage dans la Légion étrangère puis rejoint le 170e régiment d'infanterie. Après Guerre, il dirige notamment un orchestre de jazz dans une boîte de nuit de Montmartre. En août 1926, une dispute avec son amie se termine par plusieurs coups de feu de celle-ci ; le boxeur est atteint à la nuque et est hospitalisé à l'hôpital Lariboisière. L'année suivante, il devient acteur pour jouer une pièce anglaise de théâtre de William Burk intitulée Le Roman d'un boxeur avec André Pollack qui l’abandonne dès la première répétition pour ne plus prendre de coups de la part du boxeur,.